# Gailhan
Gailhan est une commune française située dans le sud du département du Gard, en région Occitanie.
Exposée à un climat méditerranéen, elle est drainée par le ruisseau du Quinquillan et par divers autres petits cours d'eau. La commune possède un patrimoine naturel remarquable composé de deux zones naturelles d'intérêt écologique, faunistique et floristique.
Gailhan est une commune rurale qui compte 296 habitants en 2022, après avoir connu une forte hausse de la population depuis 1975. Elle fait partie de l'aire d'attraction de Montpellier. Ses habitants sont appelés les Gailhanais et Gailhanaises.

## Géographie

### Localisation
Commune située à mi-chemin entre Sommières et Quissac.
|        | Sardan                                      | Orthoux-Sérignac-Quilhan |
| Carnas | Gailhan                                     | Lecques                  |
|        | Saint-Clément, Aspères (par un quadripoint) | Salinelles               |

### Hydrographie et relief
Gailhan est situé au pied d'un massif boisé, le massif de Coutach.

### Climat
Pour des articles plus généraux, voir Climat de l'Occitanie et Climat du Gard.
En 2010, le climat de la commune est de type climat méditerranéen franc, selon une étude s'appuyant sur une série de données couvrant la période 1971-2000. En 2020, Météo-France publie une typologie des climats de la France métropolitaine dans laquelle la commune est exposée à un climat méditerranéen et est dans la région climatique Provence, Languedoc-Roussillon, caractérisée par une pluviométrie faible en été, un très bon ensoleillement (2 600 h/an), un été chaud (21,5 °C), un air très sec en été, sec en toutes saisons, des vents forts (fréquence de 40 à 50 % de vents > 5 m/s) et peu de brouillards.
Pour la période 1971-2000, la température annuelle moyenne est de 14,2 °C, avec une amplitude thermique annuelle de 17 °C. Le cumul annuel moyen de précipitations est de 833 mm, avec 6,3 jours de précipitations en janvier et 3,1 jours en juillet. Pour la période 1991-2020, la température moyenne annuelle observée sur la station météorologique la plus proche, située sur la commune de Vic-le-Fesq à 5 km à vol d'oiseau, est de 14,2 °C et le cumul annuel moyen de précipitations est de 844,7 mm,. Pour l'avenir, les paramètres climatiques de la commune estimés pour 2050 selon différents scénarios d’émission de gaz à effet de serre sont consultables sur un site dédié publié par Météo-France en novembre 2022.

### Milieux naturels et biodiversité
L’inventaire des zones naturelles d'intérêt écologique, faunistique et floristique (ZNIEFF) a pour objectif de réaliser une couverture des zones les plus intéressantes sur le plan écologique, essentiellement dans la perspective d’améliorer la connaissance du patrimoine naturel national et de fournir aux différents décideurs un outil d’aide à la prise en compte de l’environnement dans l’aménagement du territoire.
Une ZNIEFF de type 1 est recensée sur la commune :
la « rivière du Vidourle entre Sardan et Lecques » (193 ha), couvrant 6 communes du département et une ZNIEFF de type 2, : 
les « plaines et garrigues du Nord Montpelliérais » (13 097 ha), couvrant 25 communes dont 6 dans le Gard et 19 dans l'Hérault.

Carte des ZNIEFF de type 1 et 2 à Gailhan.
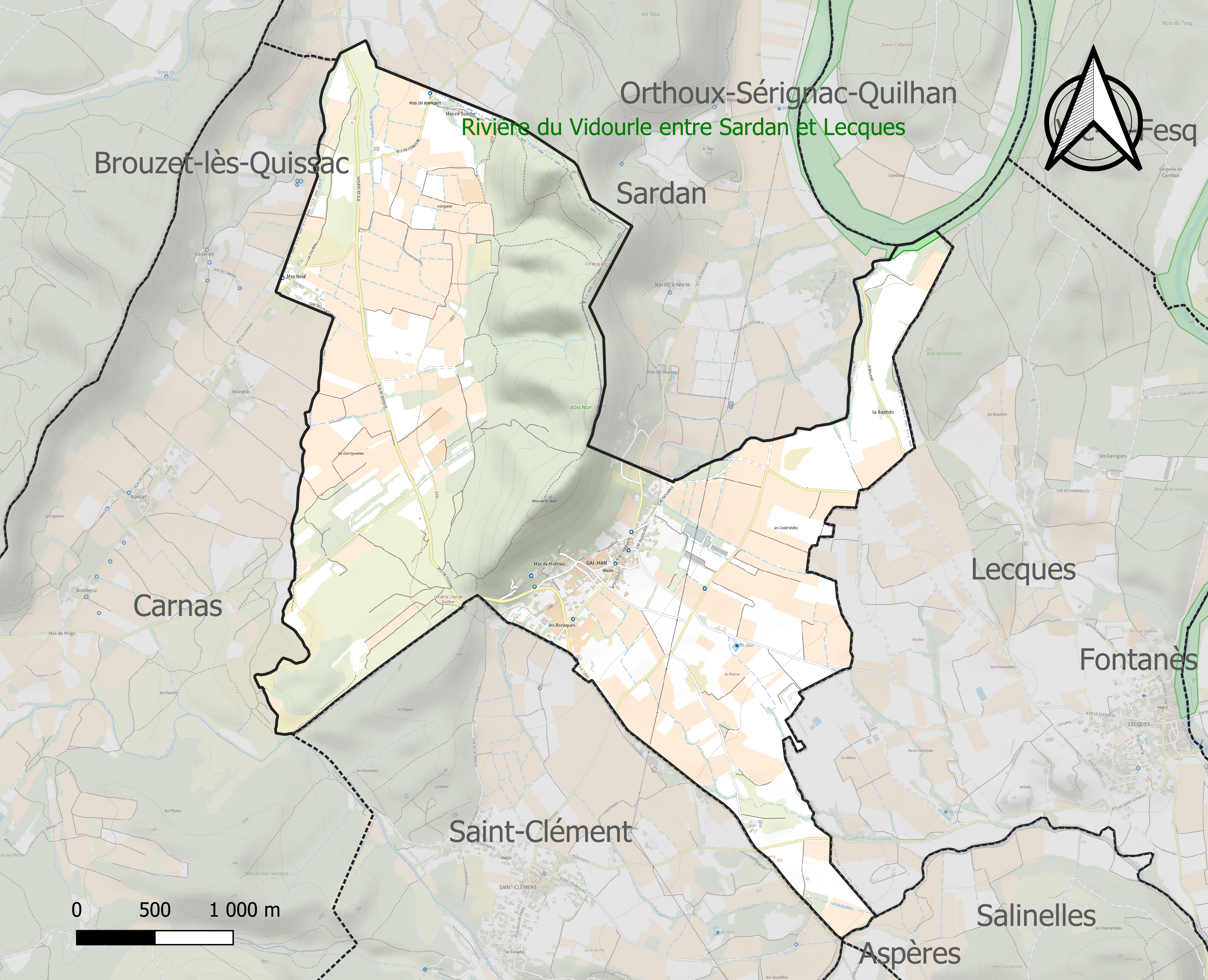
Carte de la ZNIEFF de type 1 sur la commune.
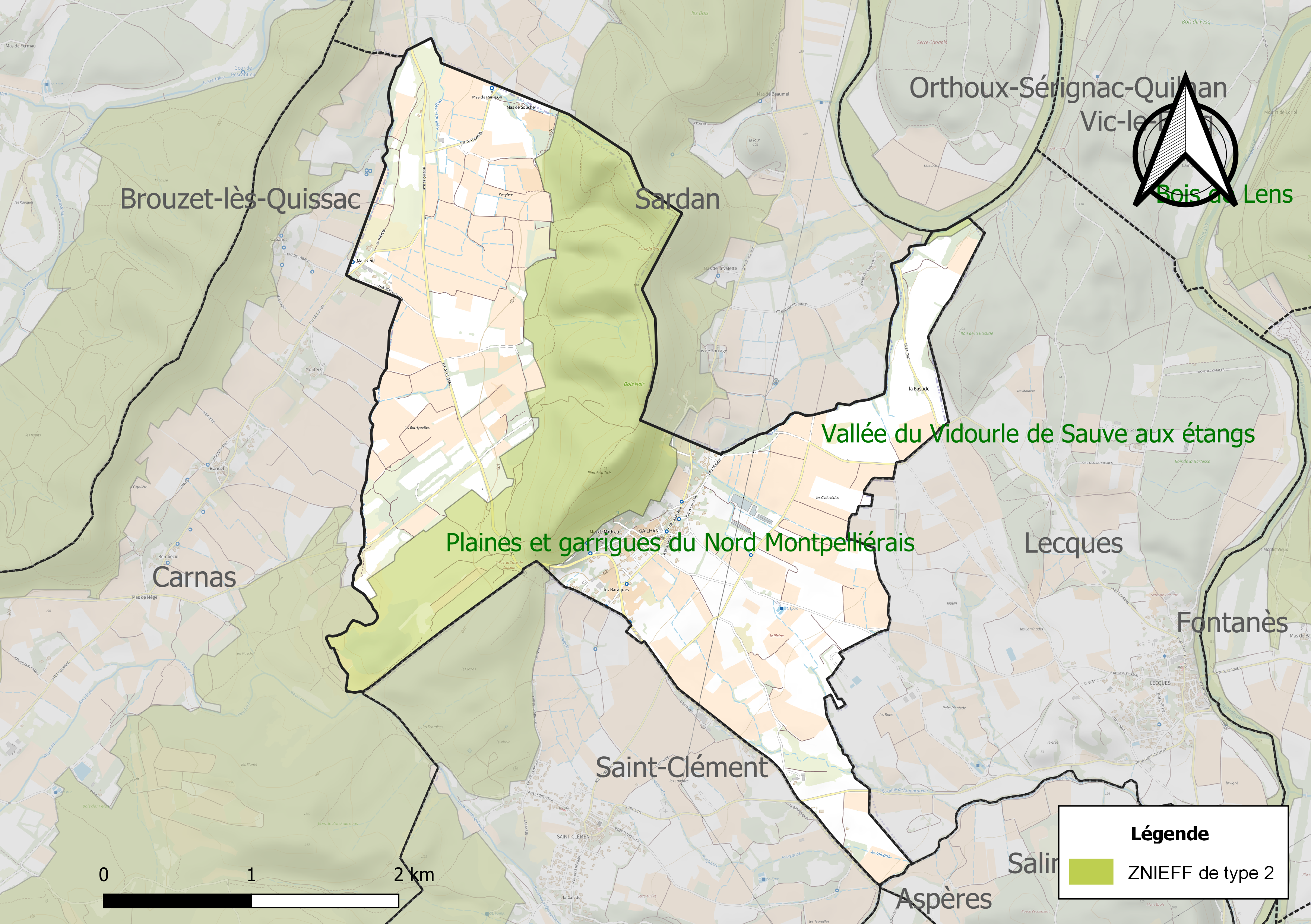
Carte de la ZNIEFF de type 2 sur la commune.

## Urbanisme

### Typologie
Au 1er janvier 2024, Gailhan est catégorisée commune rurale à habitat dispersé, selon la nouvelle grille communale de densité à sept niveaux définie par l'Insee en 2022.
Elle est située hors unité urbaine. Par ailleurs la commune fait partie de l'aire d'attraction de Montpellier, dont elle est une commune de la couronne,. Cette aire, qui regroupe 161 communes, est catégorisée dans les aires de 700 000 habitants ou plus (hors Paris),.

### Occupation des sols
L'occupation des sols de la commune, telle qu'elle ressort de la base de données européenne d’occupation biophysique des sols Corine Land Cover (CLC), est marquée par l'importance des territoires agricoles (67 % en 2018), en diminution par rapport à 1990 (72,5 %). La répartition détaillée en 2018 est la suivante : 
cultures permanentes (50,9 %), forêts (27,5 %), zones agricoles hétérogènes (16,2 %), zones urbanisées (5,5 %). L'évolution de l’occupation des sols de la commune et de ses infrastructures peut être observée sur les différentes représentations cartographiques du territoire : la carte de Cassini (XVIIIe siècle), la carte d'état-major (1820-1866) et les cartes ou photos aériennes de l'IGN pour la période actuelle (1950 à aujourd'hui).

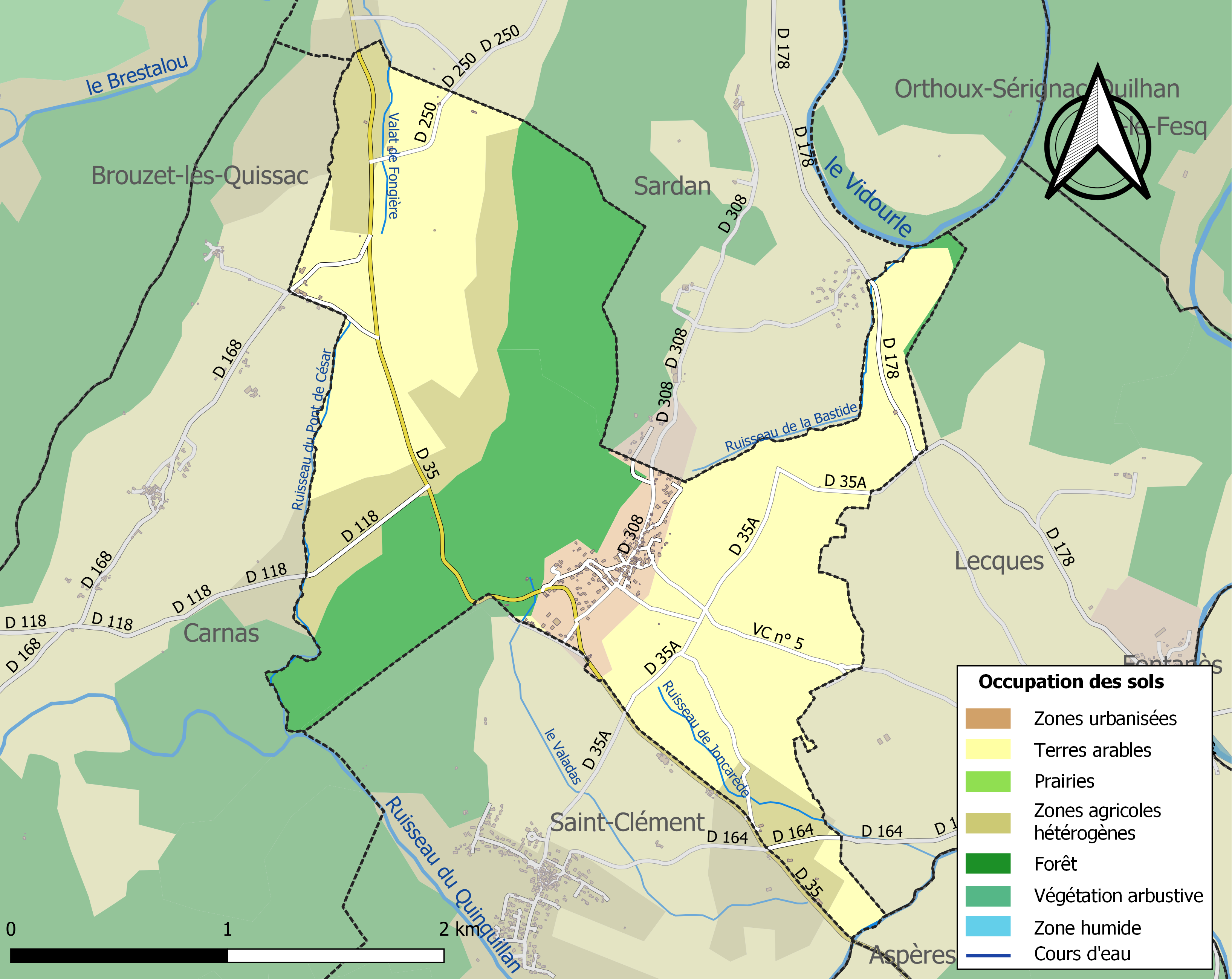
Carte des infrastructures et de l'occupation des sols de la commune en 2018 (CLC).

### Risques majeurs
Le territoire de la commune de Gailhan est vulnérable à différents aléas naturels : météorologiques (tempête, orage, neige, grand froid, canicule ou sécheresse), inondations, feux de forêts et séisme (sismicité faible). Un site publié par le BRGM permet d'évaluer simplement et rapidement les risques d'un bien localisé soit par son adresse soit par le numéro de sa parcelle.
Certaines parties du territoire communal sont susceptibles d’être affectées par le risque d’inondation par débordement de cours d'eau et par une crue torrentielle ou à montée rapide de cours d'eau, notamment le ruisseau du Quinquillan. La commune a été reconnue en état de catastrophe naturelle au titre des dommages causés par les inondations et coulées de boue survenues en 1982, 1992, 1993, 1994, 1995, 2001, 2002 et 2021,.

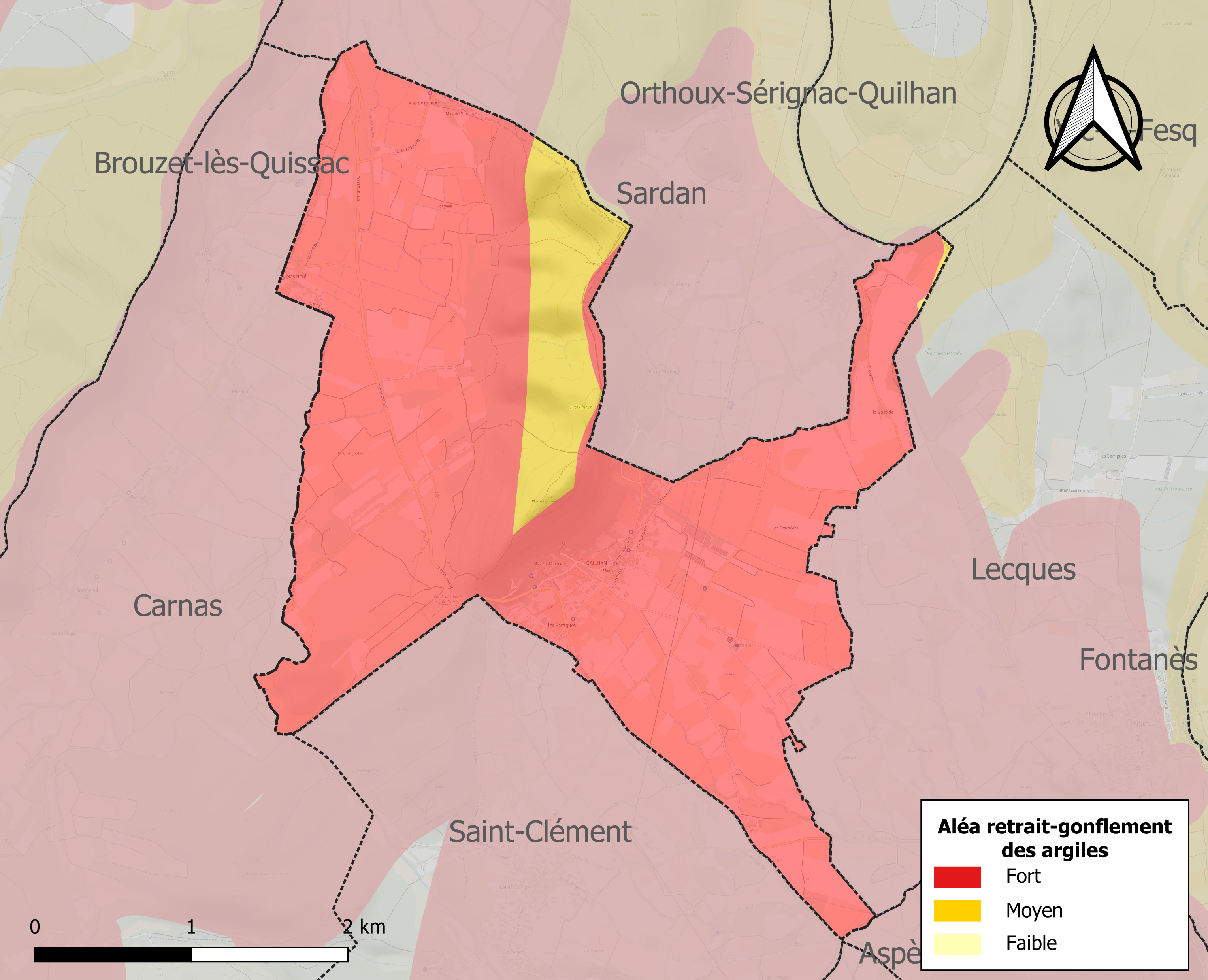
Carte des zones d'aléa retrait-gonflement des sols argileux de Gailhan.

Le retrait-gonflement des sols argileux est susceptible d'engendrer des dommages importants aux bâtiments en cas d’alternance de périodes de sécheresse et de pluie. La totalité de la commune est en aléa moyen ou fort (67,5 % au niveau départemental et 48,5 % au niveau national). Sur les 121 bâtiments dénombrés sur la commune en 2019, 121 sont en aléa moyen ou fort, soit 100 %, à comparer aux 90 % au niveau départemental et 54 % au niveau national. Une cartographie de l'exposition du territoire national au retrait gonflement des sols argileux est disponible sur le site du BRGM,.
Par ailleurs, afin de mieux appréhender le risque d’affaissement de terrain, l'inventaire national des cavités souterraines permet de localiser celles situées sur la commune.

## Toponymie
Occitan Gaian ou Galhan, du roman Galhan, Galian.

## Histoire

### Antiquité
Plusieurs villages se sont succédé au même endroit depuis la nuit des temps puisque le premier remonte au Ve siècle av. J.-C. : l'oppidum de Gailhan. Les fouilles archéologiques sur l'oppidum racontent l'histoire d'une communauté qui connaissait déjà la vigne. Le site du Plan de la Tour, qui surplombe Gailhan, a été occupé pendant les Ve et IVe siècles av. J.-C., puis probablement pendant la période gallo-romaine aux IIe et IIIe siècles.

### Moyen Âge
Dès le Ve siècle, une église est bâtie à l’emplacement de l’église actuelle, dont les parties les plus anciennes datent du XIe siècle. La première mention du village est cependant plus tardive : Terminium de Galienis, en 1157, dans les layettes du Trésor des Chartes.

### Époque contemporaine
Le décret du 15 février 1862 réunit les communes de Gailhan et de Sardan pour former la commune de Gailhan-et-Sardan.

## Politique et administration

### Liste des maires
| Période                                  | Période  | Identité             | Étiquette | Qualité     |
| ---------------------------------------- | -------- | -------------------- | --------- | ----------- |
| 2001                                     | 2008     | Jean-Marie Tremoulet | DVD       |             |
| 2008                                     | 2014     | Marie-Therese GODET  | Sans      |             |
| 2014                                     | En cours | Jacky Sipeire        | SE        | Agriculteur |
| Les données manquantes sont à compléter. |          |                      |           |             |

## Population et société

### Démographie
L'évolution du nombre d'habitants est connue à travers les recensements de la population effectués dans la commune depuis 1793. Pour les communes de moins de 10 000 habitants, une enquête de recensement portant sur toute la population est réalisée tous les cinq ans, les populations de référence des années intermédiaires étant quant à elles estimées par interpolation ou extrapolation. Pour la commune, le premier recensement exhaustif entrant dans le cadre du nouveau dispositif a été réalisé en 2004.

En 2022, la commune comptait 296 habitants, en évolution de +21,31 % par rapport à 2016 (Gard : +2,97 %, France hors Mayotte : +2,11 %).
| 1793 | 1800 | 1806 | 1821 | 1831 | 1836 | 1841 | 1846 | 1851 |
| ---- | ---- | ---- | ---- | ---- | ---- | ---- | ---- | ---- |
| 82   | 101  | 107  | 115  | 135  | 137  | 186  | 190  | 172  |

| 1856 | 1861 | 1866 | 1872 | 1876 | 1881 | 1886 | 1891 | 1896 |
| ---- | ---- | ---- | ---- | ---- | ---- | ---- | ---- | ---- |
| 188  | 421  | 372  | 204  | 191  | 140  | 133  | 151  | 141  |

| 1901 | 1906 | 1911 | 1921 | 1926 | 1931 | 1936 | 1946 | 1954 |
| ---- | ---- | ---- | ---- | ---- | ---- | ---- | ---- | ---- |
| 164  | 158  | 142  | 150  | 149  | 148  | 133  | 108  | 123  |

| 1962 | 1968 | 1975 | 1982 | 1990 | 1999 | 2004 | 2006 | 2009 |
| ---- | ---- | ---- | ---- | ---- | ---- | ---- | ---- | ---- |
| 127  | 113  | 110  | 116  | 111  | 128  | 148  | 158  | 203  |

| 2014 | 2019 | 2022 | - | - | - | - | - | - |
| ---- | ---- | ---- | - | - | - | - | - | - |
| 232  | 250  | 296  | - | - | - | - | - | - |

## Économie

### Revenus
En 2018  (données Insee publiées en septembre 2021), la commune compte 104 ménages fiscaux, regroupant 265 personnes. La médiane du revenu disponible par unité de consommation est de 22 190 € (20 020 € dans le département).

### Emploi
|                | 2008   | 2013   | 2018 |
| -------------- | ------ | ------ | ---- |
| Commune        | 10,4 % | 11,9 % | 9 %  |
| Département    | 10,6 % | 12 %   | 12 % |
| France entière | 8,3 %  | 10 %   | 10 % |

En 2018, la population âgée de 15 à 64 ans s'élève à 155 personnes, parmi lesquelles on compte 79,5 % d'actifs (70,5 % ayant un emploi et 9 % de chômeurs) et 20,5 % d'inactifs,. En  2018, le taux de chômage communal (au sens du recensement) des 15-64 ans est inférieur à celui de la France et du département, alors qu'en 2008 il était supérieur à celui de la France.
La commune fait partie de la couronne de l'aire d'attraction de Montpellier, du fait qu'au moins 15 % des actifs travaillent dans le pôle,. Elle compte 37 emplois en 2018, contre 47 en 2013 et 21 en 2008. Le nombre d'actifs ayant un emploi résidant dans la commune est de 112, soit un indicateur de concentration d'emploi de 32,8 % et un taux d'activité parmi les 15 ans ou plus de 62,3 %.
Sur ces 112 actifs de 15 ans ou plus ayant un emploi, 22 travaillent dans la commune, soit 20 % des habitants. Pour se rendre au travail, 95,6 % des habitants utilisent un véhicule personnel ou de fonction à quatre roues, 0,9 % les transports en commun, 2,7 % s'y rendent en deux-roues, à vélo ou à pied et 0,9 % n'ont pas besoin de transport (travail au domicile).

### Activités hors agriculture
23 établissements sont implantés  à Gailhan au 31 décembre 2019. Le tableau ci-dessous en détaille le nombre par secteur d'activité et compare les ratios avec ceux du département,.
Le secteur du commerce de gros et de détail, des transports, de l'hébergement et de la restauration est prépondérant sur la commune puisqu'il représente 30,4 % du nombre total d'établissements de la commune (7 sur les 23 entreprises implantées  à Gailhan), contre 30 % au niveau départemental.

### Agriculture
La commune est dans le « Soubergues », une petite région agricole occupant une frange sud-ouest du département du Gard. En 2020, l'orientation technico-économique de l'agriculture  sur la commune est la viticulture. 
|               | 1988 | 2000 | 2010 | 2020 |
| ------------- | ---- | ---- | ---- | ---- |
| Exploitations | 17   | 10   | 6    | 11   |
| SAU (ha)      | 204  | 205  | 143  | 170  |

Le nombre d'exploitations agricoles en activité et ayant leur siège dans la commune est passé de 17 lors du recensement agricole de 1988  à 10 en 2000 puis à 6 en 2010 et enfin à 11 en 2020, soit une baisse de 35 % en 32 ans. Le même mouvement est observé à l'échelle du département qui a perdu pendant cette période 61 % de ses exploitations,. La surface agricole utilisée sur la commune a également diminué, passant de 204 ha en 1988 à 170 ha en 2020. Parallèlement la surface agricole utilisée moyenne par exploitation a augmenté, passant de 12 à 15 ha.

## Culture locale et patrimoine

### Édifices civils
- Puits : puits rue de l'Abrivado, puits rue Charles Granier.
- Pigeonnier au lieudit les Baraques.
- Ancienne carrière de meules.
- Murs de délimitation de propriété, dans la plaine de Gailhan, constitués sans doute de dalles de tout venant provenant d'une carrière proche.
- Cabanes de vignes ou masets (privés) dans la plaine de Gailhan.

### Édifices religieux
- Église Saint-Privat : édifice du XIe siècle, remanié de nombreuses fois jusqu'au XIXe siècle.
- Nombreuses croix : croix du chemin des Aires, croix de Saint-Privat, à l'entrée de Gailhan, au chemin du Mathieu.

## Héraldique
| Blason de Gailhan | Blason  | Parti : Au 1 d’argent, à cinq burelles de gueules ; au 2 d’or, à un lion de sable, lampassé de gueules. |
| Blason de Gailhan | Détails | L’argent et les fasces de gueules sont la reprise du blason du seigneur de Chaumont, baron de Lecques et seigneur, entre autres lieux, de Gailhan. La reprise du blason de famille étant interdite pour les municipalités, il suffit d’en emprunter un ou plusieurs éléments. Le lion de sable sur fond d’or est la reprise du blason du sieur Fabry qui était à Gailhan. La remarque concernant la reprise du blason de famille est valable ici aussi. Les ornements sont deux pampres de sinople, fruitées de gueules, mises en sautoir par la pointe et liées d'argent pour honorer l’activité viticole. Le listel d'argent porte le nom de la commune en lettres majuscules de sable. La couronne de tours dit que l’écu est celui d’une commune ; elle n’a rien à voir avec des fortifications. Le statut officiel du blason reste à déterminer. |